# Mariano Brito
Mariano Romeo Brito Checchi  (Montevideo, 24 de enero de 1930 - 31 de enero de 2014) fue un abogado, profesor, rector y político uruguayo, perteneciente al Partido Nacional. Fue Ministro de Defensa entre 1990 y 1993, durante la presidencia de Luis Alberto Lacalle, del Partido Nacional.

## Biografía
Mariano Romeo Brito Checchi nació en la ciudad de Montevideo el 24 de enero de 1930.
Cursó la enseñanza primaria en el Colegio del Sagrado Corazón (de los Hermanos Corazonistas), continuando luego su formación en instituciones públicas: el Liceo José Enrique Rodó, el Instituto Alfredo Vázquez Acevedo y la Universidad Mayor de la República. Egresó de la misma con el título del doctor en Derecho y Ciencias Sociales en el año 1962.
Se casó con Susana Molinari (fallecida el 7 de octubre de 2015), con quien constituyó un matrimonio ejemplar.
Fue Profesor de Derecho Público, Administrativo Económico y de contencioso de derecho público en centros universitarios. Fue director del Instituto Uruguayo de Derecho Administrativo.
En mayo de 1989 fue designado Procurador del Estado en lo Contencioso Administrativo, cargo que había quedado vacante por el retiro de Roberto L. Zito.Al año siguiente, al asumir como ministro, hizo reserva de su cargo,siendo reemplazado interinamente por Juan Carlos Gambarotta y luego por Alfredo Gómez Haedo, pero al dejar su cartera terminó por no regresar al mismo, en el que fue nombrado como nuevo titular Eduardo Piaggio Soto. 
Fue ministro de Defensa en el gobierno de Luis Alberto Lacalle entre 1990 y 1993. Ese año se produjo el escándalo alrededor de la presencia secreta en Uruguay de Eugenio Berríos, y Brito debió comparecer ante el Parlamento junto con el ministro del Interior Juan Andrés Ramírez, y el canciller Sergio Abreu.
Fue rector de la Universidad de Montevideo entre 1997 y 2009.
De confesión católica, fue miembro del Opus Dei.

## El docente
Si bien desde la juventud ejerció la docencia del idioma inglés en la enseñanza secundaria, apenas graduado, el Dr. Mariano Brito inició la actividad docente a nivel superior en la Facultad de Derecho y Ciencias Sociales de la Universidad de la República, primero en Práctica Forense (entre 1964 y 1974) y, poco después, paralelamente, en Derecho Administrativo (desde 1965).
En el año 1967 un tribunal integrado por los Profesores Alberto Ramón Real, Héctor Barbé Pérez y Julio A. Prat aprobó su tesis sobre “Concesión de Servicios Públicos” (1968), como consecuencia de lo cual el Consejo de la Facultad lo designó Profesor Adscripto de Derecho Administrativo y dispuso la publicación de su trabajo.
El 17 de junio de 1971 fue designado por concurso Profesor Adjunto de la asignatura, accediendo interinamente al cargo de Profesor Titular según resolución de 7 de abril de 1975 y obteniendo la efectividad por concurso en diciembre de 1991.
El 15 de abril de 2004 cesa en el cargo tras 40 años ininterrumpidos de servicio fecundo, recibiendo la gratitud del Decano, del Consejo de la Facultad en pleno, del Instituto de Derecho Administrativo, de sus colegas Profesores y de múltiples generaciones de alumnos.
Paralelamente se desempeñó como Profesor de Deontología Jurídica en la Universidad Católica del Uruguay.
Tuvo activa participación en variados congresos y seminarios, recibiendo reconocimientos con frecuencia: Profesor Honorario del Colegio Mayor Nuestra Señora del Rosario de Bogotá (Colombia), Profesor Extraordinario de la Universidad del Norte Santo Tomás de Aquino de Tucumán (Argentina), Profesor Extraordinario de la Universidad Santo Tomás (Chile), Miembro Titular del Instituto de Derecho Administrativo de la Universidad Notarial Argentina, y profesor Invitado del Instituto Nacional de Administración Pública (España), 
Fue miembro fundador de la Asociación de Derecho Público del Mercosur, de la Asociación Internacional de Derecho Administrativo, y del Instituto Iberoamericano de Derecho Administrativo. Asimismo, fue el primer Presidente del Foro Iberoamericano de Derecho Administrativo.

## Libros publicados
- Derecho Administrativo. Su permanencia, contemporaneidad, prospectiva (Universidad de Montevideo, Montevideo, 2004).

- Derecho Administrativo de la Regulación Económica (Universidad de Montevideo, Montevideo, 1998), en colaboración con Carlos E. Delpiazzo.

- Actividad y Acto Administrativo Registral y Contencioso Administrativo Registral, en Conferencias y Cursos n.º 9 (Asociación de Escribanos del Uruguay, Montevideo, 1979), en colaboración con Carlos E. Delpiazzo.

- Régimen jurídico de la Educación y de la Enseñanza en el Uruguay (Centro de Estudiantes de Notariado, Montevideo, 1973), en colaboración con Héctor Frugone Schiavone.

- Concesión de servicio público, en Cuadernos de la Facultad de Derecho y Ciencias Sociales n.º 22 (Montevideo, 1968), págs. 11 a 123.